# Nicefor Bryennios
Nicefor Bryennios (gr. Νικηφόρος Βρυέννιος, ur. 1062 w Orestias (Adrianopol), zm. 1137 w Konstantynopolu) – generał i historyk bizantyjski.

## Życie
Nicefor Bryennios urodził się w Adrianopolu w 1062 roku. Pochodził z bizantyńskiej arystokracji wojskowej. Był wnukiem Nicefora Bryenniosa, pretendenta do tronu cesarskiego, który w 1078 roku wszczął bunt przeciw cesarzowi Michałowi VII Dukasowi, a synem patrycjusza Nicefora, oślepionego za spiskowanie przeciw władcy. Oddany żołnierz cesarza Aleksego I Komnena, w 1096 r. poślubił jego córkę Annę Komnenę, z którą miał kilkoro dzieci, m.in. Aleksego Komnena – wielkiego księcia, Jana Dukasa, Irenę Dukainę i Marię Bryennainę Komnenę.
Dowodził obroną stolicy przed atakami krzyżowców w 1097 roku. Po latach prowadził pertraktacje z księciem Antiochii Boemundem na temat dalszych działań wojsk krzyżowych. Został obdarzony najwyższymi tytułami cezara i panhypersebastosa. Interesował się teologią, filozofią, retoryką i historią. W 1115 prowadził dysputę teologiczną z manichejczykami w Filipopolu. Wysoce cenił go sobie syn i następca Aleksego I, Jan II Komnen, który Bryenniosa zatrzymał przy sobie jako osobistego doradcę, choć zamknął w klasztorze, spiskującą przeciw niemu, jego żonę, Annę i teściową Irenę. Bryennios zachorował w czasie wyprawy wojennej do Syrii i Cylicji w 1137 roku. Zmarł w pałacu w Konstantynopolu, wkrótce po powrocie z wyprawy.

## Dzieło
Prace teologiczne i retoryczne Bryenniosa. Zachowało się jedynie dzieło historyczne, napisane z polecenia jego teściowej, cesarzowej Ireny, a ztytułowane Materiały historyczne (gr.: Ὕλη Ἱστορίας lub Ὕλη Ἱστοριῶν)/ ("Hyle historias" lub "Hyle historioon"). Dzieło w 4 księgach, nie zostało przez autora doprowadzone do końca, mimo że poświęcił mu sporo czasu, oddając się pracy nad nim nawet podczas wypraw wojennych. zniszczeniu uległ ponadto początek przedmowy do utworu.
Dwie pierwsze księgi powstały jeszcze za panowania cesarza Aleksego I, dwie kolejne w latach trzydzietych XII wieku. Materiały są rodzajem kroniki rodzinnej dynastii Komnenów, której celem miało być uświetnienie panowania Aleksego I. Bryennios rozpoczął swoje dzieło od roku 1070, a więc od panowania cesarza Romana Diogenesa, a urwał na roku 1079, kiedy rządził Cesarstwem Nicefor Botaniates. Wyznaczył sobie skromny cel. Postanowił zgromadzić materiały źródłowe dla przyszłego historyka tego okresu dziejów: dokumenty archiwalne, relacje naocznych świadków, zachowane tradycje. Przy pisaniu I i II księgi korzystał z kronik Michała Psellosa i Jana Skylitzesa, do księgi III i IV wykorzystał Skylitzesa i Historię Michała Attalioty. Część wstępna może być poniekąd późniejszym dodatkiem.
Bryennios pisał językiem współczesnych mu warstw wykształconych. Używał archaizującego słownictwa i konstrukcji zdaniowych, odbiegających nieco od ówczesnego języka mówionego. Lubił proste, krótkie formy wypowiedzi, często sięgał po wyrażenia z języka żołnierskiego. Wzorował się na Anabazie Ksenofonta. W tok opowiadania wplatał dla urozmaicenia narracji wiersze z Iliady Homera i tragedii Eurypidesa. Pierwszym wydawcą Materiałów był w 1661 roku Petrus Possinus. Rękopis na podstawie którego Possinus pracował, zaginął.
Dzieło Bryenniosa jest podstawowym źródło informacji dla historii bizantyńskiej lat 1070-1079. Jest też bardzo cenne jako źródło wiedzy o początkach Turków Seldżuckich, ich podbojach w Azji Mniejszej, bitwie pod Manzikertem w Armenii, Bułgarach pod panowaniem bizantyńskim, wyprawach łupieżczych Pieczyngów na Bałkany oraz walkach jakie jego teść prowadził z uzurpatorami. Z Materiałów korzystała żona Bryenniosa przy pisaniu Aleksjady.